# Allium kingdonii
Allium kingdonii är en amaryllisväxtart som beskrevs av William Thomas Stearn. Allium kingdonii ingår i släktet lökar, och familjen amaryllisväxter. Inga underarter finns listade i Catalogue of Life.